# Talia al Ghul
Talia al Ghul è un personaggio dei fumetti statunitensi pubblicati da DC Comics. Creata da Dennis O'Neil nel 1971, Talia è più comunemente conosciuta come la figlia dell'ecoterrorista Ra's al Ghul, nonché l'amante occasionale del supereroe Batman e la madre del loro figlio Damian Wayne (il quinto Robin) nato durante un breve matrimonio. Nel corso degli anni, è stata alternativamente descritta come un'antieroina che è costantemente combattuta tra l'essere alleata e nemica di Batman a causa della sua lealtà sia a lui che al padre ambientalista, con cui condivide la stessa visione quando si tratta di salvare il pianeta e la natura, ma non è d'accordo con i mezzi che utilizza per raggiungere tale obiettivo.
Negli albi è spesso chiamata Talia Head ("testa"), in riferimento al nome del padre, che in arabo significa "testa del demone". In una classifica sui migliori villain dei fumetti stilata dal sito IGN, Talia è stata posizionata al 42º posto.

## Biografia
Talia, figlia dell'ecoterrorista Ra's al Ghul, si innamora di Batman, che il padre, nonostante le differenti posizioni, designa come suo erede. Ma Batman nonostante l'attrazione per Talia la rifiuta, continuando ad ostacolare i loro piani criminali.
Quando Ra's si allea con Bane, l'uomo confida in lui come proprio possibile erede e compagno per Talia, ma quest'ultima lo rifiuta.
Talia fa parte della Società segreta dei supercriminali e, delusa dai piani del padre, lascia la Lega degli Assassini per supportare Lex Luthor, sia nella LexCorp che per la sua campagna elettorale per la carica di Presidente degli Stati Uniti; dietro le quinte però la donna rema contro di lui, arrivando a dare in pasto alla stampa le malefatte delle sue società.
Quando Talia viene rapita dalla sorella Nyssa, che voleva vendicarsi del padre, viene torturata e uccisa più volte, ma riesce sempre a risorgere grazie ai pozzi di Lazzaro. Comprese le ragioni della sorella, non si oppone all'uccisione di Ra's, e arriva a rinnegare l'amore che desiderava da Batman.
Quando l'immortale padre cerca di ritornare in vita attraverso Damian, figlio di Talia e Batman tenuto nascosto, la donna non esita ad opporvisi, riuscendo infine a salvare il giovane.

## Competenze e abilità
Talia ha un intelletto di livello geniale e ha studiato scienze artistiche, conseguendo una laurea specialistica in biologia, ingegneria e commercio come MBA, il che la rende una eccellente donna d'affari. Maestra della manipolazione, Talia è in grado di controllare alcune vittime per i suoi propositi ed è abbastanza convincente e persuasiva.
Oltre ad essere una delle donne più attraenti della DC Comics, è descritta come un'atleta al culmine del condizionamento fisico ed è stata addestrata in molte forme di arti marziali. È anche abbastanza abile con la maggior parte delle armi a mano. Spesso sottovalutata, Talia è anche un'ottima combattente corpo a corpo.
In tempi recenti, come il padre, anche Talia ha acquisito poteri soprannaturali grazie al Pozzo di Lazzaro come la longevità, l'invecchiamento rallentato e capacità di resuscitare.

## Altri media

### Animazione
- Talia al Ghul appare nella serie animata Batman, doppiata in originale da Helen Slater, negli episodi Vertigine, La ricerca del demone (basati sulle storie Into the Den of the Death-Dealers! e Daughter of the Demon), e La regina immortale, dove aiuta Batman a fermare il padre.
  - Il personaggio di Talia al Ghul sembra poi tornare nell'episodio Vivere nel passato (Out Of The past) della serie animata Batman of the Future. Viene poi rivelato che il padre Ra's ha trasferito la propria mente nel corpo della figlia, il quale tenterà di prendere possesso del corpo di un (momentaneamente ringiovanito) Bruce Wayne, finendo poi per trovare la loro morte nell'esplosione del suo palazzo.

#### Film
- Talia al Ghul appare come antagonista principale nel film d'animazione del DC Animated Movie Universe Batman: Bad Blood (2016).
- Talia al Ghul è presente nel film d'animazione Catwoman: Braccata (2022).

### Cinema

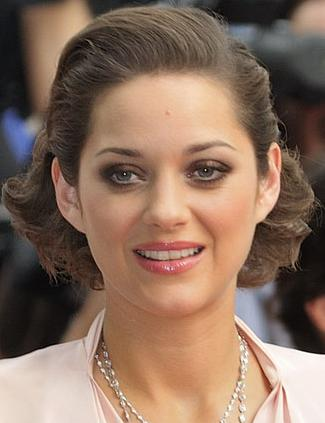
Marion Cotillard, interprete di Talia al Ghul/Miranda Tate nel film Il cavaliere oscuro - Il ritorno.

Al cinema è comparsa nella trilogia diretta da Christopher Nolan, interpretata dall'attrice francese Marion Cotillard: non è presente nel primo capitolo, Batman Begins (2005), ma è citata nel profilo di Ra's al Ghul nell'edizione in DVD e nell'adattamento di Dennis O'Neil. Appare invece nella conclusione della saga, Il cavaliere oscuro - Il ritorno (2012), come complice di Bane e antagonista finale. Durante la maggior parte del film, si presenta come Miranda Tate, una ricca dirigente e filantropa che guadagna la fiducia di Bruce Wayne come amministratore delegato della Wayne Enterprises, con cui ha avuto una breve relazione. Dopo che Batman ha sconfitto Bane, Talia rivela di essere la figlia di Ra's al Ghul ed erede della leadership della Setta delle Ombre, e che si è dedicata a realizzare il sogno di distruggere Gotham dopo la morte di suo padre e cerca vendetta contro Batman (nonostante Ra's sia anche responsabile della morte dei genitori di Batman). In questa versione il personaggio diverge da quello originale per via della sua personalità e del suo rapporto con Bruce Wayne: se nei fumetti è legata a Bruce/Batman da un amore profondo e da esso nasce addirittura un figlio, nel film Talia è una spietata e vendicativa assassina al pari del padre, e la fugace relazione tra lei e Bruce è orchestrata al solo fine di avere accesso ad un reattore costruito dalla sua azienda per distruggere Gotham, e Batman insieme alla città. Talia è una dei due antagonisti principali del film, assieme con Bane, con cui ha un rapporto molto diverso: disgustata da quest'ultimo nei fumetti, nel film ne è invece legata teneramente. Batman e Selina Kyle inseguono Talia mentre guida un camion che trasporta una bomba atomica con cui intende distruggere la città, e Talia viene ferita mortalmente quando si schianta con il suo veicolo. Muore, credendo che la sua missione genocida sia riuscita dopo aver allagato il reattore che può disabilitare la bomba, ma Batman alla fine sventa il suo complotto e salva Gotham City portando la bomba con il Batwing al largo della baia per farla esplodere.

### Televisione
- Talia è apparsa da bambina in un episodio della serie televisiva Legends of Tomorrow, interpretata da Milli Wilkinson.
- Talia è riapparsa, questa volta da adulta, nella quinta stagione della serie televisiva Arrow, interpretata da Lexa Doig.[5]

### Videogiochi
Talia al Ghul appare nei seguenti videogiochi:
- Batman: Dark Tomorrow, sviluppato da HotGen (2003)
- LEGO Batman: Il videogioco, sviluppato da Traveller's Tales (2008)
- DC Universe Online, sviluppato da Sony Online Austin (2011)
- Batman: Arkham City, sviluppato da Rocksteady Studios (2011)
- LEGO Batman 2: DC Super Heroes, sviluppato da Traveller's Tales (2012)

#### Batman: Arkham
- Batman: Arkham City: Talia guiderà Batman alle "Prove del demone" finendo per venir presa in ostaggio da suo padre Ra's al Ghul (salvata dall'intervento di Batman), e patteggerà con il "Joker", concedendogli l'immortalità in cambio della salvezza del suo amato. Morirà a causa della sua avventatezza "uccidendo" Joker (in realtà Clayface) venendo uccisa dal vero clown. In originale è doppiata da Stana Katic, in italiano da Cinzia Massironi (stessa doppiatrice di Catwoman).
- Batman: Arkham Knight: pur non apparendo fisicamente, la sua katana si potrà reperire nella sala prove concedendo al giocatore la possibilità di porgerle le condoglianze, inoltre sua sorella Nyssa la cita varie volte nella missione DLC La guerra delle ombre.

#### Gotham Knights
In questo videogioco, Talia, dopo aver cremato il corpo del padre Ra's al Ghul (morto nello scontro con Batman nel prologo del gioco) per scongiurarne l'ennesima resurrezione, assume in segreto la leadership della Lega delle Ombre, rivelandosi nel corso della storia, al pari della Corte dei gufi, quale antagonista principale dei giovani discepoli di Batman, ma allo stesso tempo della Corte stessa, con la quale ingaggia una guerra per il possesso di un Pozzo di Lazzaro.